# Obława. Losy pisarzy represjonowanych
Obława. Losy pisarzy represjonowanych – książka autorstwa Joanny Siedleckiej, opisująca powojenne lata życia wybranych pisarzy polskich.

## Charakterystyka
Autorka przedstawiła biogramy kilkunastu twórców, prześladowanych przez władzę po II wojnie światowej, wśród których znaleźli się: Wojciech Bąk, Jerzy Braun, Stefan Łoś, Władysław Grabski, Helena Zakrzewska, Jerzy Szaniawski, Jerzy Kornacki, Jerzy Zawieyski, Melchior Wańkowicz, January Grzędziński, Paweł Jasienica, Ireneusz Iredyński i Jacek Bierezin. Książka jest udokumentowana, zawiera aparat naukowy. Podstawą źródłową były materiały przechowywane w IPN. W pracy zawarto kilkaset fotografii i reprodukcji.